# Năstrușnica lume a lui Gumball
Năstrușnica lume a lui Gumball (în engleză The Wonderfully Weird World of Gumball) este un sitcom animat creat de Ben Bocquelet și produs de Hanna-Barbera Studios Europe și Warner Bros. Animation. Un revival al seriei de pe Cartoon Network Uimitoarea lume a lui Gumball (2011–2019), primele 20 de episoade au avut premiera în Statele Unite pe Hulu și Disney+ (printr-un abonament suplimentar la Hulu) pe 28 iulie 2025, iar premiera internațională va avea loc prin Cartoon Network și HBO Max pe 6 octombrie.